# 1957년 미스코리아
1957년 미스코리아는 1957년 5월 19일에 서울특별시 중구의 서울시립극장에서 열린 첫 번째 미스코리아 선발대회이다. 본선에는 예선을 통과한 7명이 참가하였고 첫 대회부터 진 당선자는 미스 유니버스에 참가하였다.

## 입상자
| 대회 |        | 진 (眞) | 선 (善) | 미 (美) |
| ---- | ------ | ------- | ------- | ------- |
| 본선 | 박현옥 | 김정옥  | 홍인방  |         |